# Blind Faith
Blind Faith è stato un supergruppo blues rock britannico costituitosi nel marzo 1969. Dopo aver inciso un album e effettuato diversi concerti dal vivo, la formazione si sciolse nel dicembre di quello stesso anno.

## Storia

### La genesi

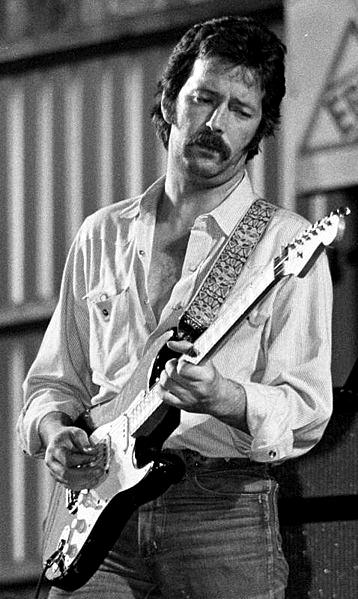
Eric Clapton durante un concerto in Svizzera (1977)

Il gruppo nacque da un'idea di Eric Clapton, ex chitarrista dei Cream, e Steve Winwood, ex chitarrista e tastierista dei Traffic che avevano appena abbandonato, all'epoca, le rispettive formazioni di appartenenza.  Iniziarono a comporre e a provare le prime canzoni con Ginger Baker, ex batterista dei Cream, nel marzo del 1969, sia nella casa di Clapton, nel Surrey, che negli studi Morgan a Londra. Alcune di tali incisioni sarebbero state poi inserite nella seconda edizione ampliata dell'album Blind Faith, che apparve oltre trent'anni dopo lo scioglimento del gruppo. Successivamente si aggiunse ai tre anche Ric Grech, bassista dei Family, che però entrò ufficialmente nell'organico della band solo nel maggio di quello stesso anno. Il coordinamento e la supervisione fu affidata al produttore Jimmy Miller.

### Da Hyde Park alle Hawaii
Il debutto avvenne con un concerto dal vivo ad Hyde Park il 7 giugno 1969 che ottenne un buon successo di pubblico, anche se la critica musicale del tempo mise in evidenza, accanto all'alto livello qualitativo del gruppo, la limitatezza del suo repertorio. Clapton e Winwood avevano infatti preferito non utilizzare la vecchia produzione dei Cream e dei Traffic affinché non si pensasse che i Blind Faith fossero una semplice replica delle due celebri formazioni britanniche. Il 12 giugno successivo un nuovo concerto al Madison Square Garden di New York fu accolto tiepidamente dal pubblico americano, che richiedeva a gran voce l'esecuzione dei vecchi successi dei due fondatori della band. La giornata terminò con alcuni incidenti, le cui cause non sono mai state chiarite, che richiesero l'intervento della polizia: Ginger Baker riportò una contusione e il piano di Winwood venne completamente distrutto. Nei successivi concerti, sia europei (in Gran Bretagna, Svezia, Norvegia, e Finlandia) che americani, la formazione riscosse un notevole successo, anche se fu costretta ad inserire brani dei Cream e dei Traffic per accontentare il pubblico. La band ebbe anche possibilità di suonare al festival di Woodstock, ma Clapton si trovò osteggiato dai membri della band che non vollero saperne. Fu così che preferì rinunciare per dedicarsi alla carriera della band, che però fece la sua ultima esibizione ad Honolulu, nelle Isole Hawaii, il 24 agosto 1969.

### Scioglimento del supergruppo
In settembre uscì, sia in Europa che negli Stati Uniti, l'unico album del gruppo, Blind Faith, che, nonostante il successo , segnò anche la dissoluzione della band. Sembra che Eric Clapton, più interessato a curare le composizioni della formazione Delaney & Bonnie and Friends, che accompagnava i Blind Faith nelle tournée, che non quelle del proprio gruppo di appartenenza, si fosse progressivamente allontanato da esso, entrando in tal modo in conflitto con Winwood, costretto a curare da solo la produzione musicale e gli arrangiamenti. I Blind Faith cessarono ufficialmente di esistere nel dicembre 1969.

## Produzione musicale

### L'album Blind Faith
Blind Faith, unico album del gruppo, fu registrato a varie riprese fra la primavera e l'estate del 1969. Il lavoro fu ultimato solo nel mese di agosto negli studi di incisione della Atlantic Records. Uscì in settembre, commercializzato dalla sottoetichetta Atco (appartenente all'epoca all'Atlantic), ed ebbe un notevole successo. Per diverse settimane fu in testa alle classifiche del proprio settore (Pop music): per due settimane sia in Gran Bretagna (Official Albums Chart), dove vinse il disco d'oro, sia negli Stati Uniti (Billboard 200), per quattro settimane in Canada, in Olanda e in Norvegia e solo nel primo mese fu venduto in mezzo milione di esemplari.
Forti polemiche suscitò la copertina del disco, realizzata dal celebre fotografo Bob Seidemann, in cui appare una bambina di undici anni, Mariora Goschen, seminuda e con un modellino d'aereo in mano. L'aereo, la cui strana forma lo faceva assomigliare a un organo genitale maschile, fu dai più interpretato come un vero e proprio simbolo fallico. Esplose lo scandalo e numerose associazioni religiose e sociali tentarono di boicottare in vario modo la commercializzazione del disco. Nel 1986 la Polydor registrò un primo CD dell'album e, nel 2001, mise in vendita un cofanetto in edizione di lusso contenente due CD con numerosi brani inediti dei Blind Faith incisi sia in studio che dal vivo.
Alcune canzoni dell'album sono divenute con gli anni oggetto di culto, come Can't Find My Way Home e soprattutto Presence of the Lord. Particolarmente suggestive sono anche le cinque jam session inedite che vennero inserite nell'edizione 2001, a testimonianza dell'alto livello strumentale del gruppo. Nell'album è inoltre chiaramente percepibile un linguaggio musicale nuovo e particolarmente sofisticato, capace di spaziare dal rock al blues, con audaci incursioni nel mondo del jazz. Nel 1988, le tracce più emblematiche di Blind Faith (oltre alle già citate Presence of the Lord e Can't Find My Way Home anche Sleeping in the Ground), vennero inserite nella raccolta di Eric Clapton Crossroads. Quasi vent'anni più tardi, infine, in un noto concerto tenuto a Chicago nel giugno 2007, lo stesso Clapton rispolverò con l'amico di un tempo, Steve Winwood, il vecchio repertorio del gruppo.

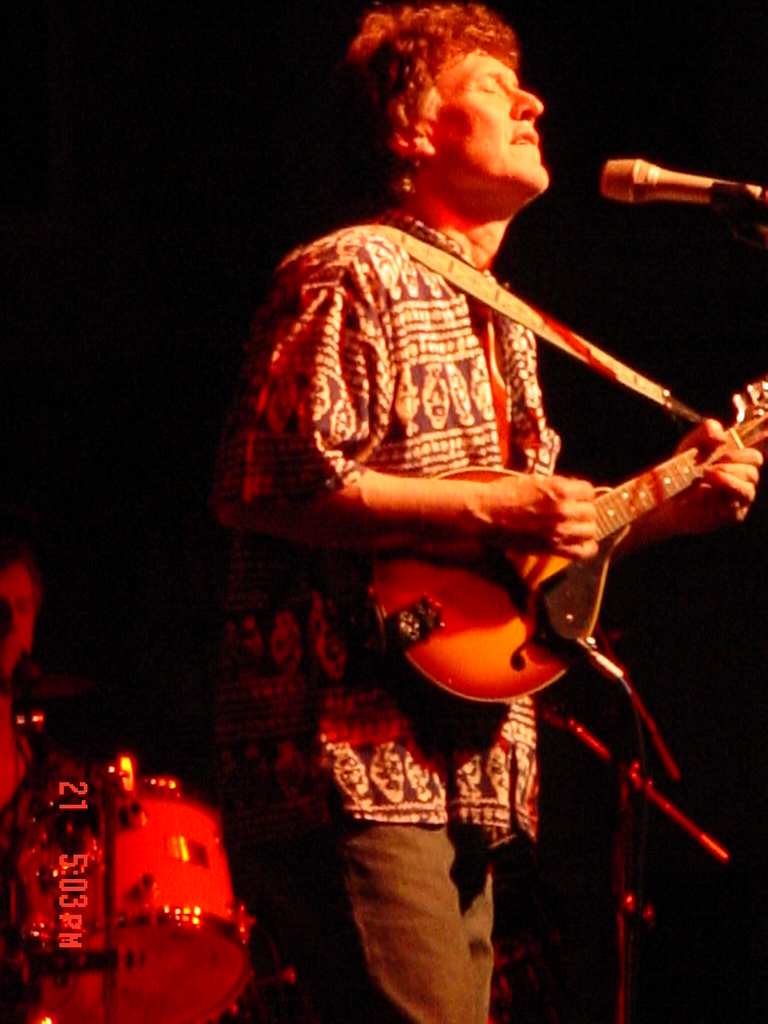
Steve Winwood nel 2005.

#### Edizione originaria
Fu quella registrata in studio nella primavera ed estate del 1969 con il consueto organico del gruppo: Eric Clapton (chitarra solista, voce), Steve Winwood (chitarra solista, tastiere, voce), Rich Grech (basso, violino, voce) e Ginger Baker (batteria e percussioni). Prodotta dalla Atco si compone delle seguenti tracce:
1. Had to Cry Today (Steve Winwood)
2. Can't Find My Way Home (Steve Winwood)
3. Well...All Right (Norman Petty, Buddy Holly, Jerry Allison, Joe B. Mauldin)
4. Presence of the Lord (Eric Clapton)
5. Sea of Joy (Steve Winwood)
6. Do What You Like (Ginger Baker)

#### Edizione 2001 (Deluxe)
Fu commercializzata dalla Polydor nel 2001 in 2 CD e comprende, oltre alle tracce dell'edizione originaria, anche nove inediti registrati sia in studio che dal vivo (fra la primavera ed estate 1969). All'organico dell'edizione precedente, si aggiunge, nelle quattro jam-session del secondo CD, il percussionista Guy Warner, che però non entrò mai ufficialmente a formare parte del gruppo. Nei quattro brani indicati si nota l'assenza di Ric Grech, dal momento che vennero registrati nel marzo 1969, poche settimane prima che il bassista facesse il proprio ingresso ufficiale come quarto componente della band (maggio 1969). Tale edizione è nota generalmente come Deluxe e si articola nelle seguenti tracce:
CD 1
1. Had To Cry Today (Steve Winwood)
2. Can't Find My Way Home (Steve Winwood)
3. Well All Right (Norman Petty, Buddy Holly, Jerry Allison, Joe B. Mauldin)
4. Presence of the Lord (Eric Clapton)
5. Sea of Joy (Steve Winwood)
6. Do What You Like (Ginger Baker)
7. Sleeping In The Ground (Sam Myers)
8. Can't Find My Way Home (Steve Winwood), seconda versione
9. Acoustic Jam (Eric Clapton, Ric Grech, Steve Winwood, Ginger Baker)
10. Time Winds (Steve Winwood)
11. Sleeping In The Ground, (Sam Myers), seconda versione

CD 2
1. Jam N.1, Very Long & Good Jam (Eric Clapton, Steve Winwood, Ginger Baker)
2. Jam N.2, Slow Jam, (Eric Clapton, Steve Winwood, Ginger Baker)
3. Jam N.3, Change Of Address Jam, (Eric Clapton, Steve Winwood, Ginger Baker)
4. Jam N.4, Slow Jam , (Eric Clapton, Steve Winwood, Ginger Baker)